# Kendall (nome)
Kendall  è un nome proprio di persona inglese maschile e femminile.

## Varianti
- Maschili: Kendal[2]
  - Ipocoristici: Ken
- Femminili: Kendal[2]

## Origine e diffusione
Kendall e Kendal riprendono due omonimi cognomi inglesi, derivante a loro volta dal nome della città di Kendal, nel Westmorland; il toponimo ha origine inglese antica, e significa "valle sul fiume Kent".

## Onomastico
Il nome è adespota, cioè non è portato da alcun santo. L'onomastico quindi si festeggia il giorno di Ognissanti, che è il 1º novembre.

## Persone

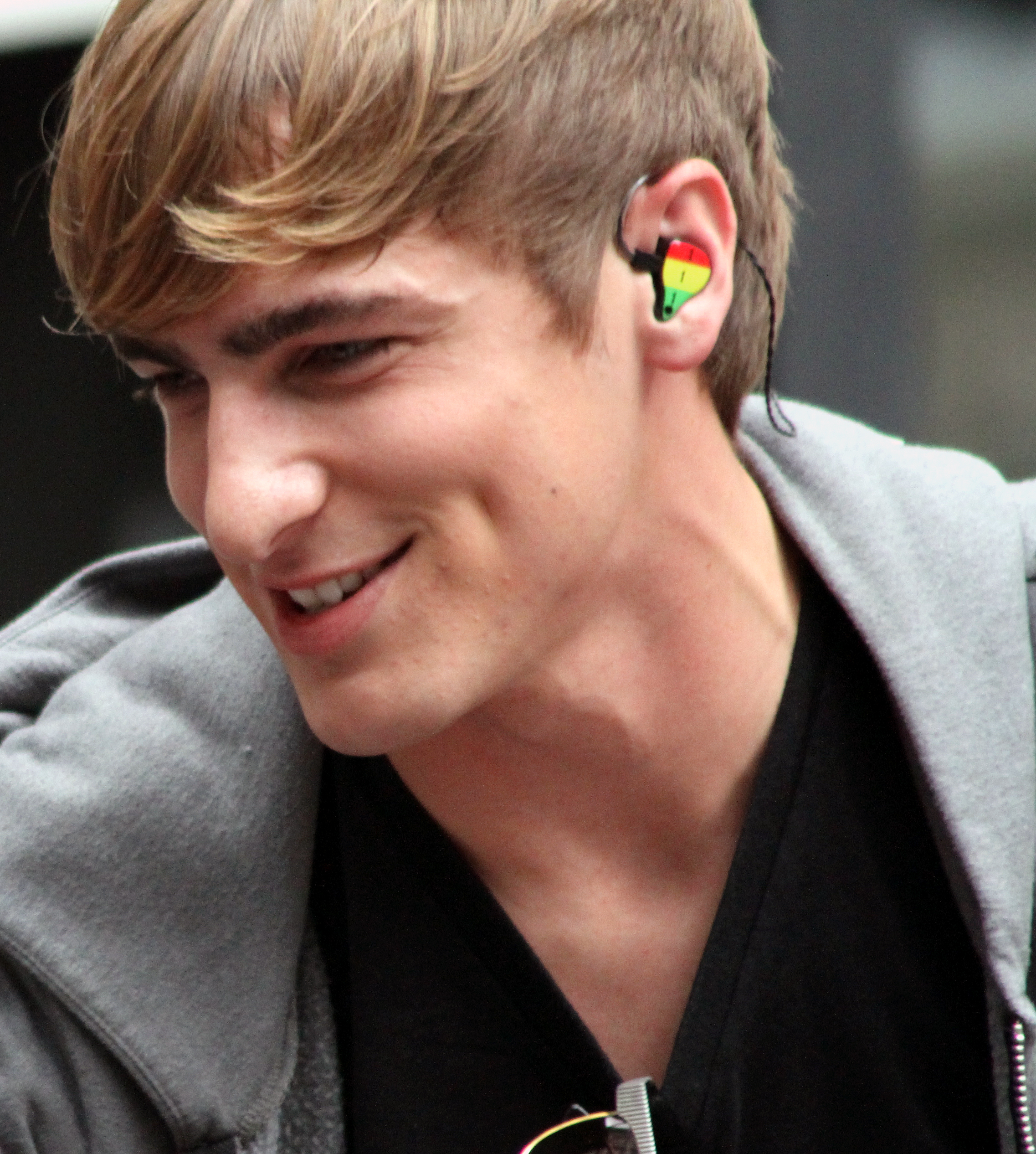
Kendall Schmidt

### Maschile
- Kendall Dartez, cestista statunitense
- Kendall Gill, cestista e pugile statunitense
- Kendall Hunter, giocatore di football americano statunitense
- Kendall Jagdeosingh, calciatore trinidadiano
- Kendall Marshall, cestista statunitense
- Kendall Reyes, giocatore di football americano statunitense
- Kendall Rhine, cestista statunitense
- Kendall Schmidt, cantante, ballerino e attore statunitense
- Kendall Wright, giocatore di football americano statunitense

### Femminile
- Kendall Jenner, personaggio televisivo e modella statunitense
- Kendall Wesenberg, skeletonista statunitense

## Il nome nelle arti
- Kendal Ozzel è un personaggio del film del 1980 Guerre stellari - L'Impero colpisce ancora, diretto da Irvin Kershner.